# Helictopleurus politicollis
Helictopleurus politicollis là một loài bọ cánh cứng trong họ Bọ hung (Scarabaeidae).